# Sceloenopla bidens
Sceloenopla bidens es una especie de insecto coleóptero de la familia Chrysomelidae. Fue descrita científicamente en 1792 por Fabricius.